# Acrolein
Acrolein (tên hệ thống: propenal) là aldehyde không no đơn giản nhất. Đây là chất lỏng không màu với mùi hôi thối, đục. Mùi mỡ cháy (như khi dầu ăn được nung nóng đến điểm khói) gây ra bởi glycerol trong chất béo cháy đổ xuống acrolein. Nó được sản xuất công nghiệp từ propylen và chủ yếu được sử dụng như một chất diệt khuẩn và nguyên liệu để sản xuất các hợp chất hóa học khác, chẳng hạn như amino acid methionin.

## Điều chế
Acrolein được điều chế công nghiệp bằng cách oxy hóa propen. Quá trình này sử dụng không khí làm nguồn cung cấp oxy và yêu cầu oxit kim loại là các chất xúc tác không đồng nhất:
CH2CHCH3 + O2 → CH2CHCHO + H2O
Khoảng 500.000 tấn acrolein được sản xuất theo cách này hàng năm ở Bắc Mỹ, Châu Âu và Nhật Bản. Ngoài ra, tất cả các axit acrylic được sản xuất thông qua sự hình thành của acrolein. Thách thức chính là trên thực tế là quá trình oxy hóa đối với axit này. Propan đại diện cho một nguyên liệu hứa hẹn nhưng đầy thách thức cho việc tổng hợp acrolein (và axit acrylic).
Khi glycerol (còn gọi là glycerin) được làm nóng đến 280 °C, nó phân hủy thành acrolein:
(CH2OH)2CHOH → CH2=CHCHO + 2 H2O
Các phương pháp công nghiệp ban đầu để acrolein, phát triển bởi Degussa, bao gồm ngưng tụ formaldehyde và acetaldehyde:
HCHO + CH3CHO → CH2=CHCHO + H2O
Acrolein cũng có thể được sản xuất ở quy mô phòng thí nghiệm do phản ứng của kali bisulfat đối với glycerol (glycerin).

## Phản ứng
Acrolein là một hợp chất tương đối ưa điện tử, do đó nó độc tính cao. Nó là tạo một phản ứng Michael tốt, do đó nó có thể phản ứng với thiols. Nó tạo thành acetal dễ dàng, một trong số đó là spirocycle có nguồn gốc từ pentaerythritol, diallylidene pentaerythritol. Acrolein tham gia vào nhiều phản ứng Diels-Alder, thậm chí với chính nó. Qua phản ứng Diels-Alder, nó là tiền thân của một số loại nước hoa thương mại, bao gồm lyral, norbornene-2-carboxaldehyde và aldehyde myrac.

## Ứng dụng

### Thuốc diệt cỏ
Acrolein chủ yếu được sử dụng như một chất diệt cỏ để kiểm soát cỏ dại, cũng như tảo trong các kênh tưới tiêu. Nó được sử dụng ở mức 10 ppm trong vùng nước tưới và tuần hoàn. Trong ngành công nghiệp dầu khí, nó được sử dụng như là một chất diệt khuẩn trong các vùng nước khoan, cũng như là một chất khử mùi cho hydro sulfide và thiol.

### Nguyên liệu tổng hợp hoá học
Một số hợp chất hữu ích được làm từ acrolein. amino acid methionin được sản xuất bằng cách thêm metanethiol. Acrolein ngưng tụ với axetaldehyde và các amin để tạo ra metylpyridin. Nó cũng được cho là một chất trung gian trong tổng hợp Skraup của quinolines, nhưng hiếm khi được sử dụng như vậy do sự bất ổn của nó.
Acrolein sẽ trùng hợp với sự có mặt của oxy và trong nước với nồng độ trên 22%. Màu sắc và kết cấu của polymer phụ thuộc vào điều kiện. Theo thời gian, nó sẽ trùng hợp với chính nó để tạo thành một chất rắn màu vàng. Trong nước, nó sẽ tạo thành nhựa cứng, xốp.
Acrolein đôi khi được sử dụng như một chất cố định để chuẩn bị mẫu vật sinh học cho kính hiển vi điện tử.

## Rủi ro sức khoẻ
Acrolein độc và là chất kích thích mạnh đối với da, mắt và mũi. Con đường chuyển hoá chính của acrolein là alkyl hóa của glutathione. Tổ chức Y tế Thế giới cho biết con người có thể uống tối đa là 7.5 μg mỗi ngày trên 1 kg trọng lượng cơ thể. Mặc dù acrolein xuất hiện trong khoai tây chiên, mức chỉ là một vài μg / kg. Để đáp ứng các tác động của nghề nghiệp đối với acrolein, Cục Quản lý An toàn và Sức khoẻ Nghề nghiệp Hoa Kỳ đã đặt ra giới hạn cho phép tiếp xúc ở 0.1 ppm (0.25 mg / m3) ở mức trung bình theo thời gian 8 tiếng. Acrolein hoạt động theo cách ức chế miễn dịch và có thể thúc đẩy tế bào quy định, do đó ngăn ngừa sự hình thành dị ứng trên một mặt, nhưng cũng làm tăng nguy cơ ung thư.

### Khói thuốc lá
Acrolein có trong khói thuốc lá, có nguy cơ gây ung thư phổi. Hàm lượng acrolein trong khói thuốc lá phụ thuộc vào loại thuốc lá và thêm glycerol lên tới 220 μg acrolein mỗi điếu thuốc lá. Điều quan trọng là trong khi nồng độ các thành phần trong khói chính có thể bị lọc bởi các bộ lọc, điều này không có ảnh hưởng đáng kể đến thành phần của khói thuốc, nơi mà thường xuyên tập trung acrolein và bị hít vào do hút thuốc thụ động. E-cigarettes được sử dụng thông thường, chỉ tạo ra mức "không đáng kể" của acrolein (dưới 10 mcg / puff).

## Phương pháp phân tích
Các "thử nghiệm acrolein" là sự hiện diện của glycerin hoặc chất béo. Một mẫu được làm nóng với kali bisulfat, và acrolein được giải phóng nếu xét nghiệm dương tính. Khi một chất béo được nung nóng mạnh với sự hiện diện của một chất khử nước như kali bisulfat, phần glycerol của phân tử bị mất nước để tạo ra aldehyde chưa bão hoà, acrolein, có mùi đặc trưng cho mỡ cháy. Có nhiều phương pháp hiện đại hơn.
Tại Mỹ, phương pháp EPA 603 được thiết kế để đo acrolein trong nước thải công nghiệp và đô thị.